# 落尾木
落尾木（学名：Pipturus arborescens），又名落尾麻，为荨麻科落尾木属下的一种的常綠小喬木或灌木，高3至5米，葉卵形或圓形，三出脈，主要分布於菲律賓、台灣東部及琉球群島。